# Slnko v sieti
Slnko v sieti − nagroda przyznawana przez Słowacką Akademię Filmową i Telewizyjną (słow. Slovenská filmová a televízna akadémia) w celu uhonorowania wyróżniających się osiągnięć na polu kinematografii słowackiej. Nagrody Slnko v sieti są rozdawane co dwa lata.
Nagrody w obecnej postaci zostały zapoczątkowane w grudniu 2006 roku.